# Begonia papyraptera
Begonia papyraptera là một loài thực vật có hoa trong họ Thu hải đường. Loài này được Sands mô tả khoa học đầu tiên năm 1996 publ. 1997.